# عطاالله ذی‌نوری
عطاالله ذی نوری زاده ۱۳۲۳ نقاش پیشکسوت آبرنگ ایرانی است. آثار او در کشورهای مختلف جهان از جمله استرالیا، انگلستان، روسیه و دبی در معرض دید علاقه مندان قرار گرفته‌ است.